# Beffroi de Menin
Le beffroi de Menin est un beffroi attenant à l'hôtel de ville (nl) de la ville belge de Menin.

## Historique
La première pierre est posée en 1574, mais la construction est arrêtée en 1576 à cause des guerres de religion. Les travaux reprennent en 1610 et une superstructure en brique est construite au-dessus de la sous-structure existante, elle-même construite en pierre naturelle. Une flèche en bois est construite au-dessus de celle-ci, avec un toit en dôme et une lanterne. Cette flèche est détruite en 1706 lors du siège de Menin. Le beffroi est ensuite réparé et une troisième couche supérieure octogonale est ajoutée. Et sur ce troisième étage aussi, une flèche en bois est reconstruite, aussi avec un toit en dôme avec lanterne. Le siège français et la période des Pays-Bas autrichiens qui suivirent, le beffroi traversa sans dommage majeur. Jusqu'au siège de 1794, les troupes républicaines françaises ont tiré sur la lanterne une fois de plus. Ce n'est qu'en 1828 que le beffroi est restauré et qu'un quatrième étage octogonal est ajouté, fermé cette fois par une balustrade ajourée. À côté du beffroi, dans une niche, se trouve une statue représentant un Christ flagellé. Il porte le titre de « Notre Seigneur dans le roseau » (Ons heer in ’t riet).
Le beffroi comporte un carillon. Il date de 1962 et compte 49 cloches, pour un total de près de 5 tonnes. Le premier carillon de 18 cloches date de 1616, alors que la tour du beffroi n'avait que deux étages et une flèche en bois. Cent ans plus tard, un nouveau carillon de 34 cloches a été ajouté, mais il n'a pas survécu à la Révolution française. Après de longues négociations, Menin obtient finalement une cloche de basse en 1802, mais il faut attendre 1962 avant que le carillon actuel ne soit construit. En 2001, un nouveau clavier de carillon a été installé. Des concerts de carillon sont régulièrement organisés. Les carillonneurs municipaux successifs de l'instrument actuel sont : Gilain Pouseele (1963-1979), Frank Deleu (nl) (1979-2013), et Wim Berteloot (nl) (2013-....). En janvier 2004, une table d'orientation est placée au sommet du beffroi.
Le beffroi, avec 55 autres beffrois en Belgique et en France, est reconnu au patrimoine mondial de l'UNESCO depuis 1999.